# Ctenocolletes albomarginatus
Ctenocolletes albomarginatus is een vliesvleugelig insect uit de familie Stenotritidae. De wetenschappelijke naam van de soort is voor het eerst geldig gepubliceerd in 1965 door Michener.